# Parafia Świętych Apostołów Piotra i Pawła w Maciejowie Nowym
Parafia Świętych Apostołów Piotra i Pawła w Maciejowie Nowym – parafia Kościoła Polskokatolickiego w RP, położona w dekanacie żółkiewskim diecezji warszawskiej.

## Historia
Parafia polskokatolicka Świętych Apostołów Piotra i Pawła została założona w 1935 na tle konfliktu z miejscowym proboszczem rzymskokatolickim o wysokość opłat za posługi duszpasterskie. Przy zakładaniu placówki wsparcia udzielali działacze ruchu ludowego. Drewniany kościół wybudowano w okresie międzywojennym ze składek parafian. Do parafii należał również 1 ha ziemi i cmentarz. W 1952 parafia liczyła 1130 wiernych, dwa lata później już 1200, a w 1959 około 850 wiernych. We wsi Maciejów Nowy nie ma parafii rzymskokatolickiej.
29 czerwca 2007 w uroczystość Świętych Apostołów Piotra i Pawła w parafii miała miejsca uroczystość udzielenia sakramentu bierzmowania przez ks. bpa prof. dr hab. Wiktora Wysoczańskiego 24 młodym ludziom. We Mszy św. uczestniczyli także ks. inf. mgr Ryszard Dąbrowski, ks. mgr Andrzej Gontarek, ks. dziek. Ryszard Walczyński, ks. dziek. dr Mieczysław Piątek, ks. mgr Krzysztof Groszak, ks. Henryk Mielcarz, ks. mgr Andrzej Pastuszek oraz ks. mgr Paweł Walczyński.